# Champagne-Mouton
Champagne-Mouton (okcitansko Champanha Molton) je naselje in občina v zahodnem francoskem departmaju Charente regije Poitou-Charentes. Leta 2010 je naselje imelo 963 prebivalcev.

## Geografija
Kraj se nahaja v pokrajini Poitou v bližini sotočja rek Argent in Or, ki združeni tvorita Argentor, levi pritok Charente, 24 km zahodno od Confolensa.

## Uprava
Champagne-Mouton je sedež istoimenskega kantona, v katerega so poleg njegove vključene še občine Alloue, Benest, Le Bouchage, Chassiecq, Saint-Coutant, Turgon in Le Vieux-Cérier z 2.626 prebivalci.
Kanton Champagne-Mouton je sestavni del okrožja Confolens.

## Zanimivosti
- galo-rimski oppidum Embournet,
- cerkev sv. Mihaela iz 12. stoletja, obnovljena v 19. stoletju,
- grad château de Juyers iz 15. stoletja.